# Peñarroyas
Peñarroyas (también llamada Peñas Royas) es una localidad perteneciente al municipio de Montalbán (Provincia de Teruel, Aragón, España), localizada a 5,5 km del mismo. Su población según el INE es de 9 habitantes (2023). Está situada junto al río Martín.

## Toponimia
El nombre de la localidad hace referencia al color de las peñas del entorno.

## Lugares de interés
- Cañones del Rodeno
- Mirador del Portillo

- Datos: Q9058920